# 梅森·尤因公司
梅森·尤因公司是一家总部位于美国洛杉矶的控股公司，2011年由梅森·尤因创立。该公司主营时尚、电影和音乐产业，同时也涉及化妆品和巧克力等其他行业。
它在多个国家设有子公司，如梅森·尤因公司（加拿大），Les Entreprises Ewing公司（法国）及Ewingwood公司（喀麦隆）。在2017年，公司的行政管理委员会首次召开。
同年7月中旬，公司总负责人在Facebook上官宣，将于2018年在中国设立分公司。
梅森·尤因公司以时尚闻名。梅森·尤因旗下的服装包含盲文T恤系列，以及一个高级时装品牌，二者都导向同一个理念Espoir Pour l'Avenir（未来之希望）。

## 企业伦理观

### “麦迪逊宝宝”
梅森·尤因公司是一个贯彻推广宽容，希望等人性价值的企业 公司代言人是一个代表着所有种族的18个月大的婴孩，名为麦迪逊宝宝。他的创造者梅森·尤因解释说："婴儿不会说谎，不会评判，他对每个人都心生好感。这句话正是体现企业的核心价值理念：在这个世界上，每个人的存在都具有独特的价值及世界赋予的不同使命，英雄不问出处，人们不应受到他们身世带来的影响，而成为不公评判的受害者。麦迪逊所代表的价值理念贯彻着公司所有分支 这个小婴儿也是众多小故事的中心人物。在这些小故事里，他承担着从世界各地拯救他人的使命。我们可以看到他身着不同的服装，成为消防员，穿着和服，做运动，弹吉他，做料理......

## 主营产业

### 时尚
梅森·尤因之家是隶属于梅森·尤因公司旗下的一个分支。它由梅森·尤因在控股公司成立前几年创建。其教父是Emmanuel Petit（1998年足球冠军）和Olivier Lapidus（高级服装师Ted Lapidus之子）。该品牌主打 :
- 盲文书写的T恤系列，同时面向视障人士和非视障人士[8] 起初，自身为盲人的梅森·尤因，当他发现和他同有视觉障碍的人，通常由于无法识别所选衣服的颜色，而不得不请求依赖他人的帮助时，他认为必须改善这种不便利 为了帮助视障人士实现自身独立，他创造了盲文服饰，包括T恤，polo衫等[9][10]。在这类衣服上，我们可以看到在不同的场景下的麦迪逊宝宝（滑板上，越野自行车上，或者怀抱吉他）[11]，每件衣服都会添加描述宝宝活动的盲文。所有收益的5%都将捐赠给SOS麦迪逊国际协会[12]。
- 一个创新的高级定制时装系列。它是由梅森·尤因为纪念他的母亲玛丽而 创立的。玛丽是同是裁缝，造型师及模特艺术家[13]。许多时尚界名人，如Legrain-Trapani（2017年法国小姐）和Rebecca Ayoko（前伊夫·圣·罗兰代言名模[14]）都曾身着此系列服装。从第一次走秀开始，这个品牌就触发了众人的好奇心。Espoir Pour l'Avenir系列在全球T台展示中取得巨大成功：法国(Eurosites on Georges V)[15]，加拿大(Hotel Hilton de Gatineau)，喀麦隆(Hotel Hilton of Yaounde)，圣马丁(圣马丁(加勒比海小姐选举)和马提尼克岛等。
- Elisa Charnel女士内衣系列（与Espoir Pour l'Avenir同时推出）。这个系列所有内衣都以不同的形式展示。

### 影视
影视是梅森·尤因的第一热情。电视曾是他儿时受虐时期的唯一舒缓陪伴。大部分的电影片段都是传递着和平，希望，兄弟情谊的价值文化。影视制作方正是通过这些荧屏作品来展现企业的理念信仰
通过Descry的制作，影片整体的视听水平大幅提升。因此，从那时起，动画片系列也应运而生，如以麦迪逊宝宝和他的朋友乔汉为中心的《麦迪逊历险记》。紧接着是《Pilou和Michou的冒险记》。这是一部专门为孩童设计的电视节目。故事背景定在18世纪。Pilou是一个懵懂无知的17岁青年，他和母亲Cunégonde及祖母Michou一起生活。
除了儿童动画片，梅森·尤因公司也制作面向青少年群体的电视剧。此类电视剧同样围绕家庭，社会避讳问题，和自强等主题。很快，米奇波姆这部由法国子公司制作的电视剧问世。Eryna Bella在洛杉矶制作，Two Plus Three的诞生地也在美国。这些面向成人群体所传递的主题和面向青少年的保持一致，但会酌情增加忧郁情感元素，类似在美国拍摄的《世界天使》电影中的设计
由于紧紧依恋着孕育自己的故土，梅森·尤因制作了一部电影，名为《奥里萨斯，隐藏的万神殿》，由扬·洛伊克·基弗洛（Yann Loïc Kieffoloh）执导。影片主要讲述神秘的非洲神话。这部电影已于2017年上映。
梅森·尤因一直强调电影需有意义的体现。而幽默则常常被作为一种柔和的替代方式来传递相关信息。传导宣传理念并不是每一部电影的唯一使命。

### 文学
2019年，尤文出版社成立。首部作品《命运之眼》于同年11月1日出版。该书是梅森·尤因的自传。

### 媒体
2017年1月，名为《Kimy Gloss》的杂志问世。杂志主评内容围绕名人，化妆品和演员，模特试镜等

## 电影作品集
- 2011年 : Descry
- 2016年 : Orishas : The Hidden Pantheon
- 2017年 : Névroses
- 2017年 : Comme Les Autres

## 即将发行
- 2020年 : Une Lueur d'Espoir
- 2020年 : Love in Yaounde
- 2021年 : Elie Grimm : The Cursed Child
- 2021年 : Mickey Boom

## 外部連結
互联网电影数据库上梅森·尤因公司的资料（英文）